# Едмонтон (аеропорт)

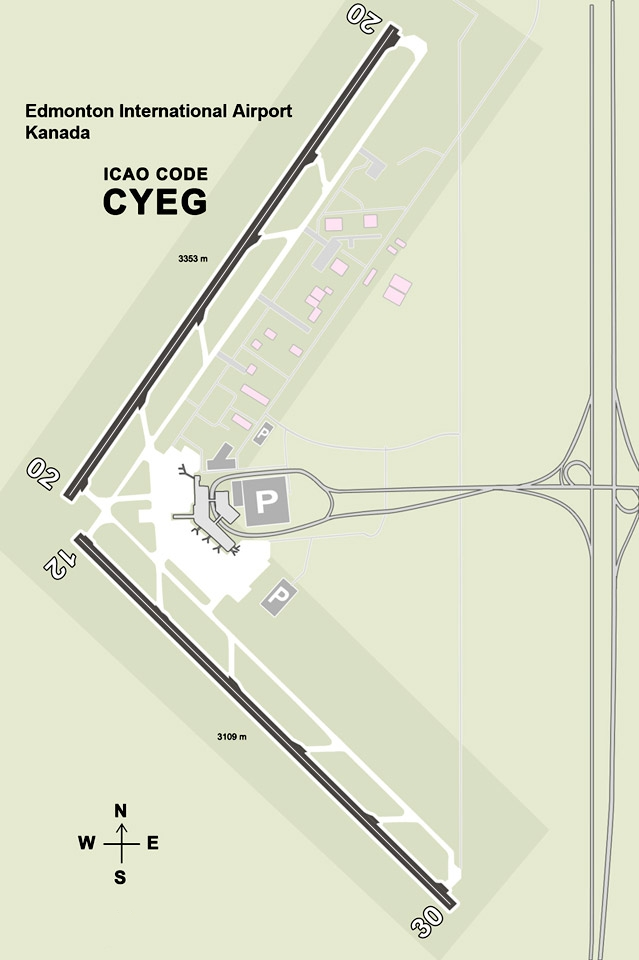
Мапа Едмонтонський міжнародний аеропорт

Едмонтонський міжнародний аеропорт (англ. Edmonton International Airport) (фр. Aéroport international d'Edmonton)    — державний вузловий міжнародний аеропорт в Канаді, розташований в місцевості Ледук за 26 км на південь від міста Едмонтону, 723 м над рівнем моря; площа аеропорту — 28 км². Розпочав роботу в 1960; у 2010 пасажиропотік — 6,1 мільйон.

## Авіалінії та напрямки
- Air Canada - Star Alliance
- Air Canada Jazz
- Air North
- Air Transat
- Canadian North
- Central Mountain Air
- Fedex Express
- Sunwing Airline
- WestJet
- Continental Airport
- Delta Connection
- First Air
- Horizon Air
- Northwestern Air
- Sunwing Airlines
- Thomas Cook Airlines
- United Express
- US Airways
- US Airways Express

## Галерея

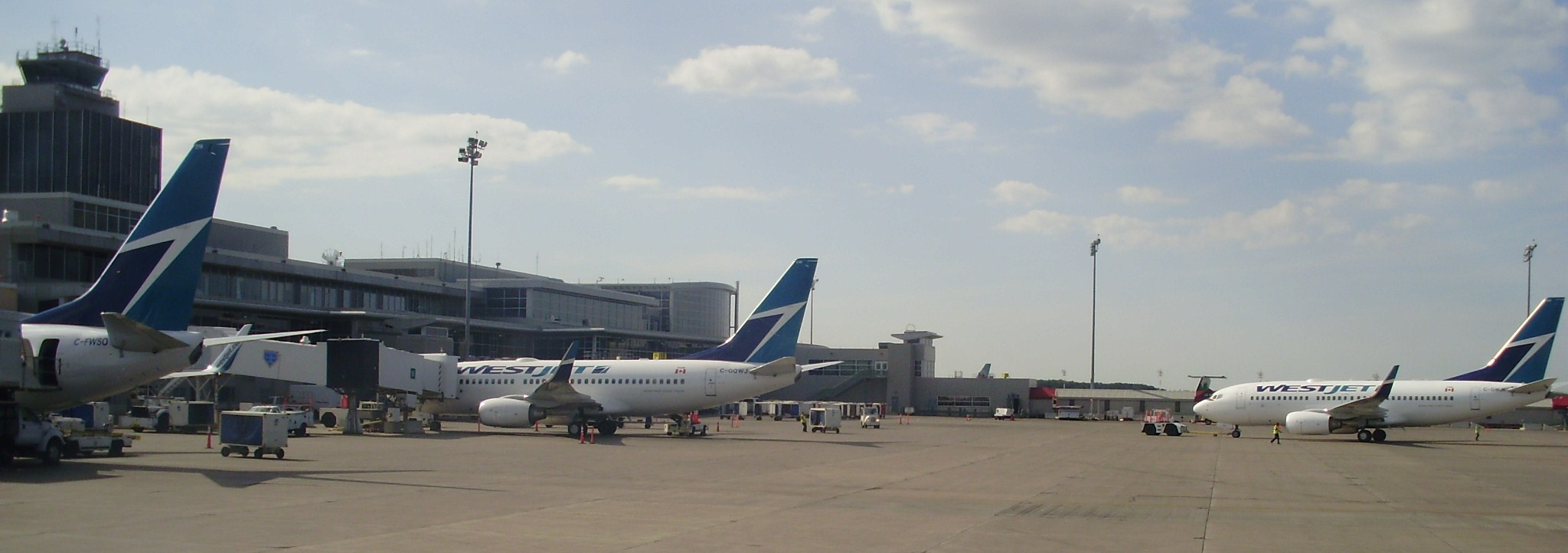
Північний Термінал
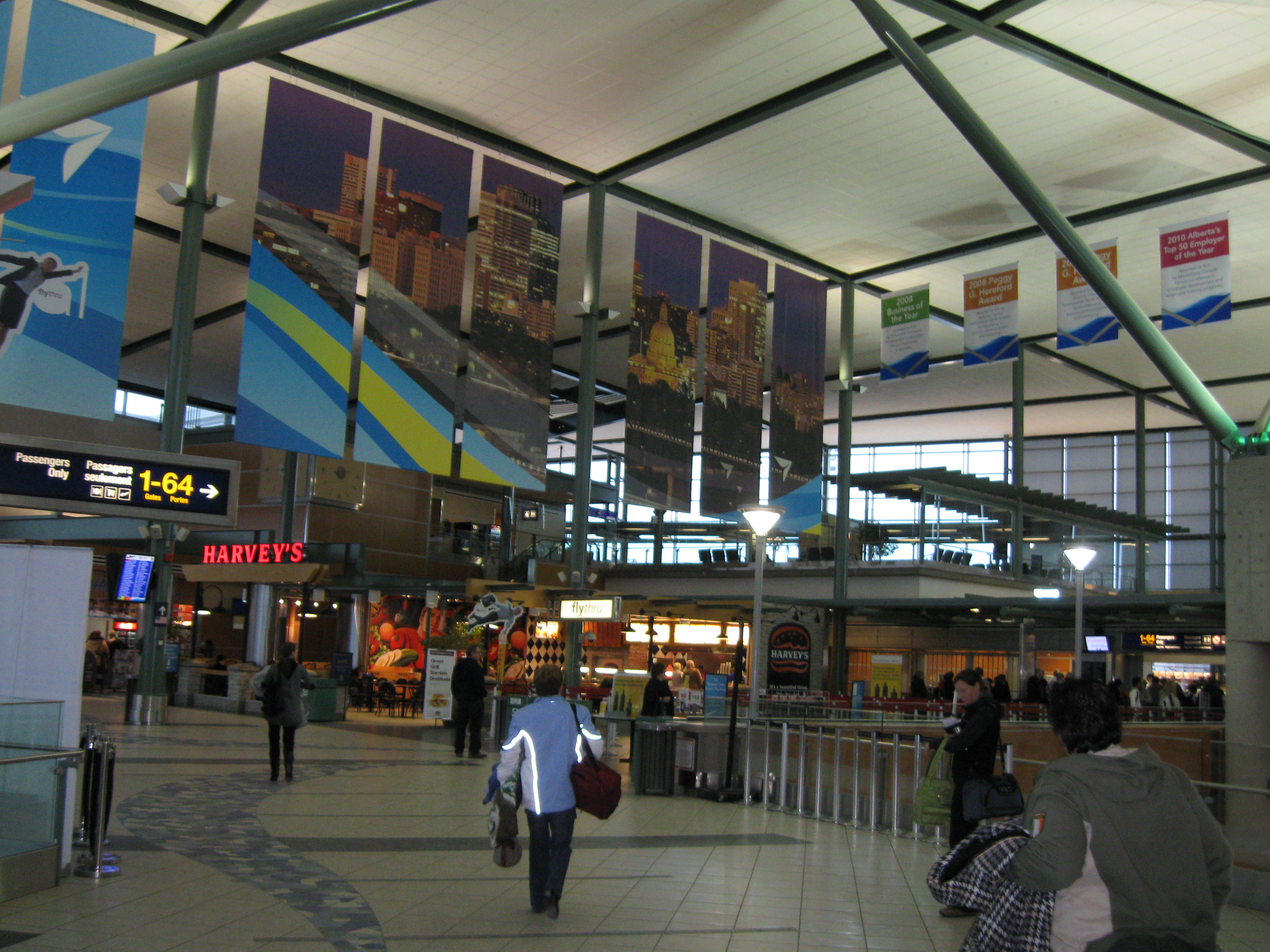
Центральний Зал
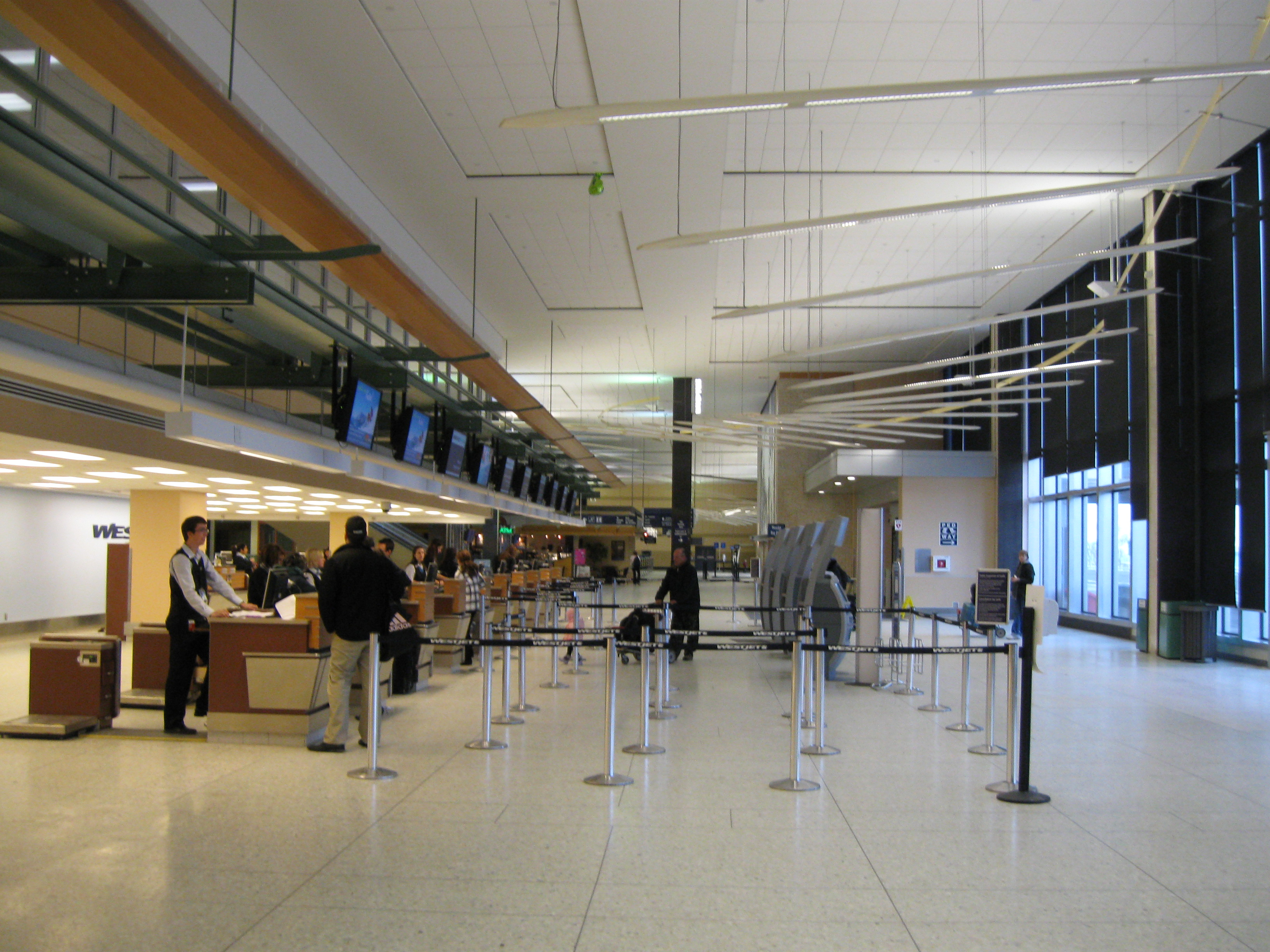
Південний Термінал
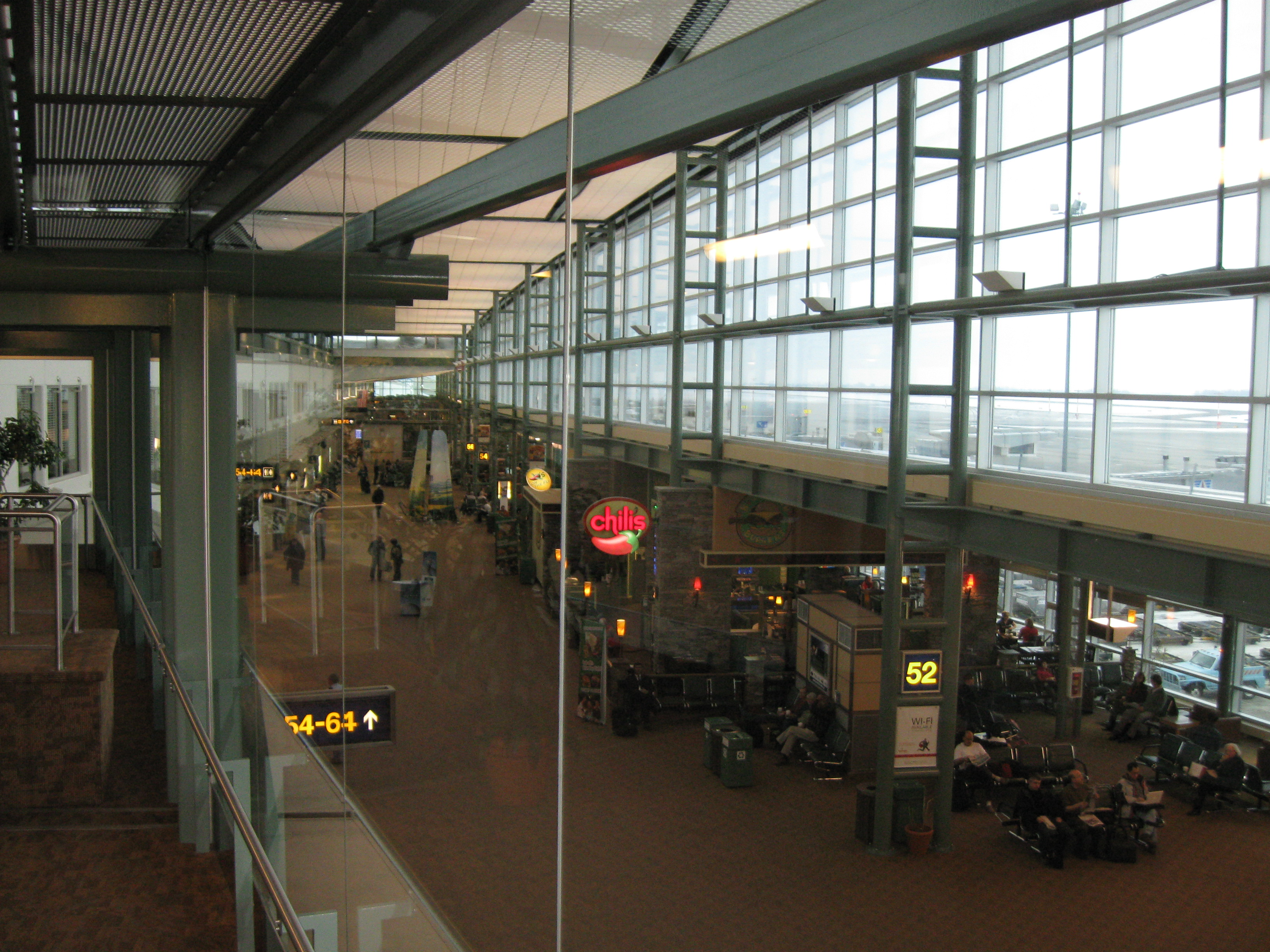
Північний Термінал — Очікувальний зал